# Robert Warzycha
Robert Warzycha (ur. 20 sierpnia 1963 w Siemkowicach) – polski piłkarz, trener piłkarski. Były trener Górnika Zabrze.

## Kariera zawodnicza
Warzycha profesjonalną karierę zaczął w sezonie 1983/1984 w Budowlanych Działoszyn. Grając tam, w jednym z meczów ligowych strzelił 9 bramek. W kolejnym sezonie grał w Warcie Sieradz, następnie dwa sezony w Górniku Wałbrzych, aż w końcu cztery w Górniku Zabrze (Mistrzostwo Polski w sezonie 1987/1988, Superpuchar Polski w 1988/1989). W Zabrzu przez wszystkie sezony strzelił 10 goli (w 91 meczach). Następnie cztery lata (1991-1994) grał w Evertonie. Przez ten czas rozegrał 72 mecze i strzelił 6 bramek. Jest pierwszym piłkarzem spoza Wysp Brytyjskich, który strzelił bramkę w Premier League. W kolejnych latach występował na Węgrzech w klubach MSC Pécs i Kispest-Honvéd FC, z którym zdobył Puchar Węgier. W 1996 roku przeniósł się do ligi amerykańskiej (Major League Soccer), konkretnie do zespołu Columbus Crew. Zagrał tam 160 meczów (19 goli) przez 7 lat. W 1997 i 1999 grał w meczu gwiazd piłki w USA – wschodu z zachodem kraju; w 1997 strzelił nawet gola dla drużyny wschodu. W 2002 roku zakończył karierę piłkarską. 
W reprezentacji Polski Robert Warzycha zagrał 47 razy, między latami 1987 i 1993. Strzelił siedem bramek. Był razem z Romanem Szewczykiem kapitanem reprezentacji w eliminacjach do Mistrzostw Świata w USA 1994.

## Kariera trenerska
W 2002 roku był grającym asystentem pierwszego trenera Grega Andrulisa w Columbus Crew. Po zwolnieniu Andrulisa tymczasowo został pierwszym trenerem drużyny. 22 grudnia 2008 roku Robert Warzycha został oficjalnie ogłoszony pierwszym trenerem Columbus Crew na sezon 2009 i od tego czasu pozostawał na tym stanowisku aż do 2 września 2013. 12 marca 2014 został trenerem Górnika Zabrze, z którym podpisał trzyletni kontrakt.